# Walt Szczerbiak
Walter Szczerbiak, detto Walt (Amburgo, 21 agosto 1949), è un ex cestista statunitense, professionista nella ABA, in Spagna e in Italia, che veniva soprannominato "Caramelo".

## Carriera
Scelto al 4º giro del draft NBA 1971 dai Phoenix Suns e nel 2º giro del draft ABA dai Dallas Chaparrals. Giocò sette anni nel Real Madrid, gli ultimi tre solo in Coppa Campioni che vinse tre volte.
Suo figlio, Wally, è stato un giocatore della NBA.

## Palmarès
- Campionato spagnolo: 6
- Campione EBA (1973)

Real Madrid: 1973-74, 1974-75, 1975-76, 1976-77, 1978-79, 1979-80
- Copa del Rey: 1

Real Madrid: 1977
- Coppa dei Campioni: 3

Real Madrid: 1973-74, 1977-78, 1979-80
- Coppa Intercontinentale: 3

Real Madrid: 1976, 1977, 1978